# Stazione di Milano Dateo
La stazione di Milano Dateo è una fermata ferroviaria del passante ferroviario di Milano. L'impianto è sotterraneo e collocato in piazzale Dateo, nel quartiere dell'Acquabella.

## Storia
La stazione di Milano Dateo venne attivata il 30 giugno 2002, come capolinea provvisorio del passante.
Il 12 dicembre 2004, con il prolungamento della linea verso Porta Vittoria, perse il ruolo di capolinea, venendo trasformata in fermata impresenziata.
Dal 26 novembre 2022 è diventata un nodo di interscambio con la linea M4 della metropolitana di Milano.

## Strutture ed impianti

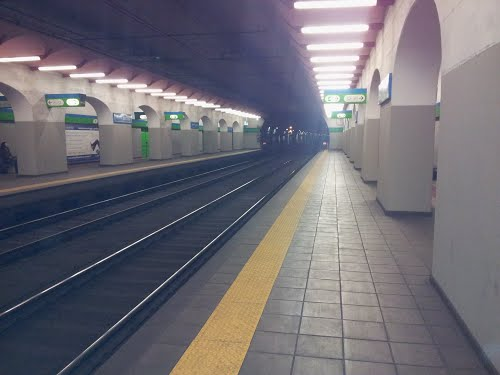
Stazione di Milano Dateo - Vista in direzione sud verso Porta Vittoria-Forlanini/Rogoredo

Si tratta di una fermata sotterranea a due binari, serviti da due banchine laterali, caratterizzata da una particolare architettura con arcate, piloni e volte.
Gli accessi alla stazione sono situati in piazzale Dateo e in viale Piceno, lungo la circonvallazione esterna.

## Movimento
L'impianto è servito dalle linee S1, S2, S5, S6, S12 e S13 del servizio ferroviario suburbano di Milano.

## Interscambi
La stazione permette l'interscambio con la linea M4 della metropolitana di Milano. I due mezzanini sono collegati da un breve corridoio. Nelle vicinanze della stazione effettuano inoltre fermata alcune linee urbane di superficie (filobus e autobus) gestite da ATM.
- Fermata Dateo (Linea M4)
- Fermata filobus (Dateo M4, linea 92)
- Fermata autobus

## Riferimenti nella cultura di massa
La fermata di Milano Dateo viene citata e dà il titolo alla canzone Sorriso (Milano Dateo) del cantautore italiano Calcutta. La stazione compare anche nel videoclip della canzone Prima di andare via del rapper Neffa. È citata anche nel brano Milano è la metafora dell'amore dei Baustelle.